# 陶沟河
陶沟河，也作涛沟河，位于中国山东省西南部和江苏省北部，韩庄运河左岸支流，发源于山东省苍山县新兴镇马庄北糖稀湖，沿苍山县与枣庄市峄城区边界和枣庄市台儿庄区与江苏省邳州市向西南流，在邳州市车辐山镇梁河村北汇入韩庄运河。全长34公里，流域面积676平方公里。沿途纳燕井河、运女河等支流。